# Guariento di Arpo

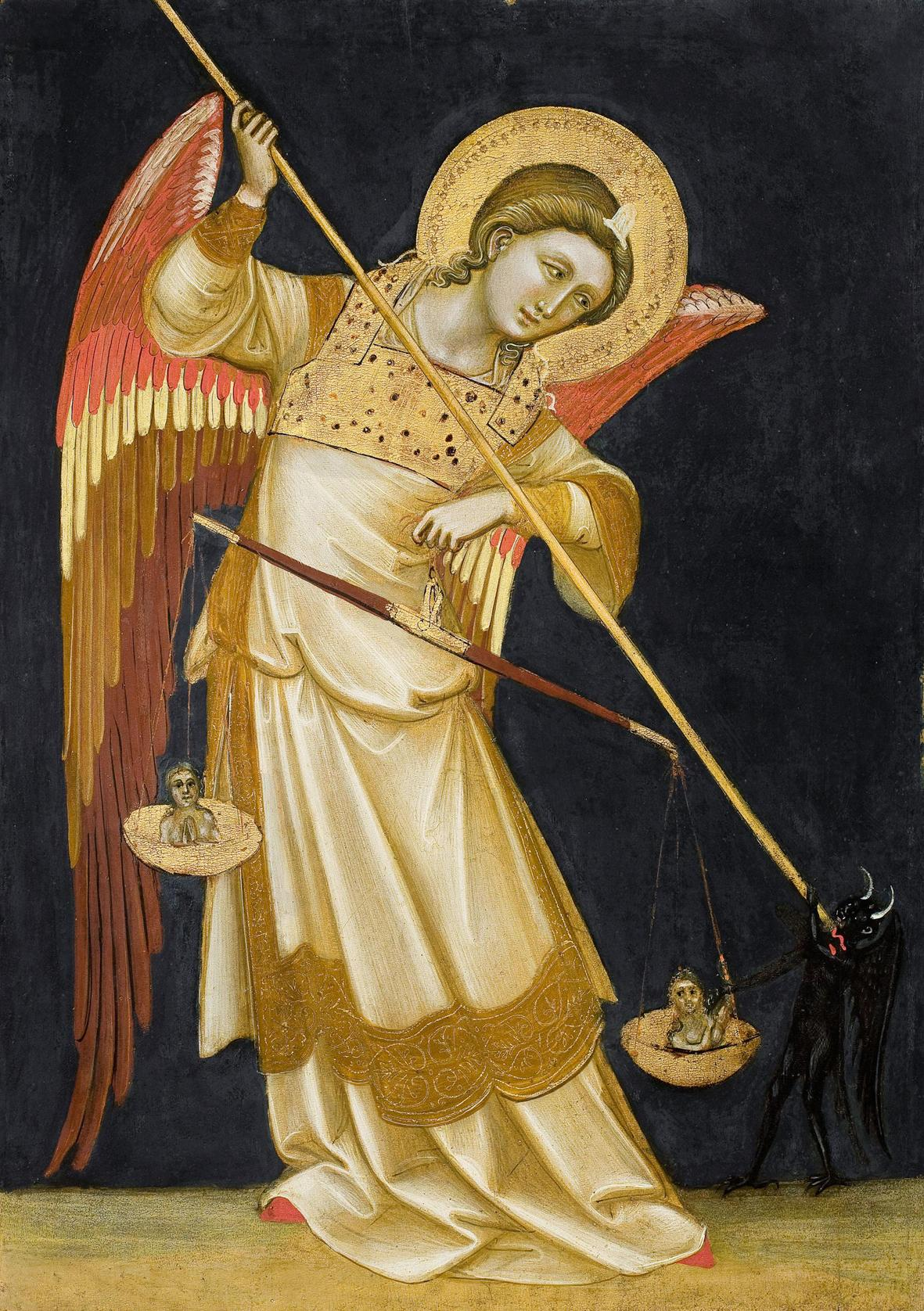
Guariento di Arpo, Archanioł Michał, ok. 1350

Guariento di Arpo (ur. 1310, zm. 1370) – włoski malarz, tworzący głównie w Padwie, Wenecji i Bolzano w okresie archaicznego odrodzenia (Trecento). 

## Życiorys
Stosunkowo słabo znany ze swego życia i działalności artystycznej. Po raz pierwszy udokumentowany w 1338 roku w Padwie, gdzie około [1357 roku stworzył znany cykl malowanych na drewnie przedstawień aniołów, przeznaczonych dla kaplicy Pałacu Reggia Carrarese (obecnie w Musei Civici w Padwie).
W 1365 roku udekorował ściany Sali Wielkiej Rady w weneckim Palazzo Ducale (Pałacu Dożów) monumentalnym freskiem Koronacja NMP adorowanej przez aniołów.
W Bolzano ozdobił freskami kościół San Domenico (obecnie zniszczone).
W jego stylu wciąż utrzymywały się kanony sztuki bizantyńskiej, przejawiające się w hieratycznych postawach ukazywanych figur i częstym złoceniu detali, jednak plastyczna fizjonomia postaci ujawniała już wyraźny wpływ dzieł Giotta.